# Раллу Ману
Раллу Ману (грец. Ραλλού Μάνου, 1915—1988) — грецька танцюристка та хореограф, учениця Кули Праціки; засновниця школи танцю, нині імені Раллу Ману.
Раллу Ману керувала театральною групою танцю «Грецька Хореодрама», в репертуарі якої були постановки, засновані на творах стародавньої грецької літератури. Проте в подальшому Ману не шукала натхнення виключно у Стародавній Греції, навіть якщо і торкалися тематики давнини сюжетно, то тепер набували вигляду майстерної ретроспективи, яка слугувала тлом для справжньої дії — любові, спокуси, ненависті, суперництва тощо.
Її роботи часто виконуються на сцені Одеону Ірода Аттика в Афінах. Раллу Ману співпрацювала з такими грецькими композиторами, як Манос Хадзідакіс, Мікіс Теодоракіс, Йоргос Цангаріс, Йоргос Сікіліанос. Вона також співпрацювала з єгипетським композитором Халім Ель-Дабі, який створив для танцювальної драми «Доксастіко» (1965).
Чоловіком Раллу Ману був Павлос Мілонас (Παύλος Μυλωνάς).